# Storstrøms Amt
Storstrøms Amt war eine dänische Amtskommune, die das südliche Seeland, Falster, Møn und Lolland umfasste. Verwaltungssitz war Nykøbing/Falster. 
Seit 2007 gehört das Gebiet zur Region Sjælland.

## Bevölkerungsentwicklung
Zum 1. Januar:
- 1980 – 260.081
- 1985 – 257.060
- 1990 – 256.912
- 1995 – 256.562
- 1999 – 258.761
- 2000 – 259.106
- 2003 – 261.188
- 2005 – 262.144

## Kommunen
(Einwohner 1. Januar 2006)
- Fakse Kommune (12.483)
- Fladså Kommune (7.730)
- Højreby Kommune (4.020)
- Holeby Kommune (3.892)
- Holmegaard Kommune (7.643)
- Langebæk Kommune (6.340)
- Maribo Kommune (11.001)
- Møn (11.572)
- Næstved (48.546)
- Nakskov (14.745)
- Nørre Alslev Kommune (9.618)
- Nykøbing Falster Kommune (25.464)
- Nysted Kommune (5.357)
- Præstø Kommune (7.758)
- Ravnsborg Kommune (5.472)
- Rødby Kommune (6.511)
- Rønnede Kommune (7.337)
- Rudbjerg Kommune (3.326)
- Sakskøbing Kommune (9.296)
- Stevns Kommune (11.461)
- Stubbekøbing Kommune (6.794)
- Suså Kommune (8.762)
- Sydfalster Kommune (6.922)
- Vordingborg Kommune (20.740)

Zum 1. Januar 2007 werden zahlreiche Kommunen im Zuge einer Verwaltungsreform zusammengelegt.